# Saint Kitts és Nevis a 2008. évi nyári olimpiai játékokon
Saint Kitts és Nevis a kínai Pekingben megrendezett 2008. évi nyári olimpiai játékok egyik részt vevő nemzete volt. Az országot az olimpián 1 sportágban 4 sportoló képviselte, akik érmet nem szereztek.

## Atlétika
Férfi

| Versenyző   | Versenyszám | Előfutam | Előfutam | Előfutam | Negyeddöntő | Negyeddöntő | Negyeddöntő | Elődöntő | Elődöntő | Elődöntő | Döntő   | Döntő    |
| Versenyző   | Versenyszám | Idő      | Hely.    | Össz.    | Idő         | Hely.       | Össz.       | Idő      | Hely.    | Össz.    | Idő     | Helyezés |
| ----------- | ----------- | -------- | -------- | -------- | ----------- | ----------- | ----------- | -------- | -------- | -------- | ------- | -------- |
| Kim Collins | 100 m       | 10,17    | 2.       | 4.       | 10,07       | 2.          | 7.          | 10,05    | 5.       | 9.*      | kiesett | kiesett  |
| Kim Collins | 200 m       | 20,55    | 2.       | 7.       | 20,43       | 3.          | 12.         | 20,25    | 4.       | 7.*      | 20,59   | 6.       |

Női

| Versenyző         | Versenyszám | Előfutam | Előfutam | Előfutam | Negyeddöntő | Negyeddöntő | Negyeddöntő | Elődöntő | Elődöntő | Elődöntő | Döntő   | Döntő    |
| Versenyző         | Versenyszám | Idő      | Hely.    | Össz.    | Idő         | Hely.       | Össz.       | Idő      | Hely.    | Össz.    | Idő     | Helyezés |
| ----------------- | ----------- | -------- | -------- | -------- | ----------- | ----------- | ----------- | -------- | -------- | -------- | ------- | -------- |
| Virgil Hodge      | 100 m       | 11,48    | 4.       | 28.*     | 11,45       | 4.          | 23.*        | kiesett  | kiesett  | kiesett  | kiesett | kiesett  |
| Virgil Hodge      | 200 m       | 23,14    | 3.       | 18.      | 23,17       | 5.          | 19.         | kiesett  | kiesett  | kiesett  | kiesett | kiesett  |
| Meritzer Williams | 200 m       | 23,83    | 7.       | 38.      | kiesett     | kiesett     | kiesett     | kiesett  | kiesett  | kiesett  | kiesett | kiesett  |
| Tiandra Ponteen   | 400 m       | 52,41    | 5.       | 27.      |             |             |             | kiesett  | kiesett  | kiesett  | kiesett | kiesett  |

* - egy másik versenyzővel azonos időt ért el